# Externalisation de l'asile
 (août 2021).
Pour des articles plus généraux, voir Politique européenne d'immigration et Droit d'asile dans l'Union européenne.
L’externalisation de l'asile est un type de politique défendue ou menée par certains pays de l'Union européenne consistant à délocaliser l'accueil et l'hébergement des demandeurs d'asile, ainsi que le traitement de leurs demandes d'asile, dans des lieux situés à proximité des frontières de l'UE, ou dans des pays, situés hors de l'UE, par lesquels les demandeurs transitent. Un exemple notoire en Europe est celui de la Hongrie et la zone de transit fermée que le gouvernement de Viktor Orban a établi côté serbe de sa frontière entre 2015 et 2020, avant que cette pratique soit condamnée par la Cour de justice de l'UE.
En Australie, une politique similaire, officiellement qualifiée de solution du Pacifique, s'est traduite par la multiplication des camps d'enfermement des exilés, notamment le camp de Woomera et celui de Nauru ainsi que l'abandon de souveraineté sur certaines îles carcérales pour les faire échapper au système national des protections juridiques.
Selon l'auteur Jérôme Valluy, ces politiques se sont traduites en Europe par une prolifération des camps d'exilés dans et autour de l'Union Européenne, une pression sur les pays voisins pour y développer des systèmes d'asile examinant les demandes sur leurs territoires et une radicalisation des enjeux politiques anti-migratoires dans les pays limitrophes à l'intérieur de la frontière commune de l'Union Européenne.

## Asile externalisé
La notion d'« externalisation de l'asile » n'est pas un concept juridique mais sociologique, et politique, qui caractérise des politiques publiques visant, sans renier formellement les principes du droit d'asile, à développer les camps de rétention d'exilés et les régimes juridiques de rejet des demandes d'asile dans les pays limitrophes de l'Union européenne afin de fermer ses frontières aux mobilités internationales d'exilés,. Selon l'auteur Mohammed Amarti, ces orientations sont en gestation durant les années 1990 puis s'expriment en 2002 et 2004 pour être formulées dans le programme de La Haye qui cadre les politiques européennes de sécurité de 2004 à 2009 .

### Circulation et fermeture
Les politiques d'externalisation de l'asile sont issues d'une histoire longue[réf. nécessaire] : celle des transformations des cultures politiques européennes vis-à-vis des étrangers depuis les vagues de décolonisation (années 1960)[réf. nécessaire], le début de la crise économique (années 1970)[réf. nécessaire] et le retour des partis d'extrême droite (années 1980)[réf. nécessaire]. Les années 1990 sont celles d'une convergence européenne accrue des politiques de mobilité des personnes : la liberté de circulation intérieure des citoyens européens (Convention de Schengen, 1991) est liée à la fermeture des frontières communes aux mobilités internationales (Convention de Dublin, 1990),. Dès cette époque est ouverte la possibilité de renvoyer les exilés vers leur premier pays d'entrée dans l'Union européenne et des accords de réadmissions avec des pays voisins de transit sont négociés. Le Conseil européen de Séville (juin 2002) demande « instamment que, dans tout futur accord de coopération, accord d'association ou accord équivalent que l'Union européenne ou la Communauté européenne conclura avec quelque pays que ce soit, soit insérée une clause sur la gestion conjointe des flux migratoires ainsi que sur la réadmission obligatoire en cas d'immigration illégale ».

### Le traité d'Amsterdam
En 1997, le traité d'Amsterdam prévoit l'adoption, après le Conseil européen de Tampere de 1999, l'adoption d'un programme quadriennal (2000-2004) au terme duquel la politique de l'asile et des migrations doit relever des politiques communes de l'Union européenne. Cette première phase d'européanisation de l'action publique aboutira, après plusieurs initiatives gouvernementales favorables à l'externalisation de l'asile (Autriche en 1998, le HCR en 2002, la Grande-Bretagne en 2003), à l'adoption du programme de la Haye (2004-2009) qui en formulera le plus concrètement les dispositifs finalement négociés par les États membres et les institutions de l'Union européenne.

### L'impulsion autrichienne
En 1998, l'Autriche, marquée en politique intérieure par l'arrivée en octobre 1999 de l'extrême droite dans la coalition gouvernementale (le Parti autrichien de la liberté (FPO) de Jörg Haider), assure la présidence de l'Union européenne. Elle présente un « Document de stratégie sur la politique de l’Union européenne en matière de migrations et d’asile » qui propose la création de centres en Albanie et au Maroc. Un groupe européen interministériel est créé pour étudier les possibilités de coopérer avec les États tiers. Cinq pays sont désignés comme prioritaires et avec eux leurs régions environnantes pour élaborer des plans d’action visant à stopper les exilés : l’Albanie, l’Afghanistan, le Sri Lanka, la Somalie et le Maroc. Sur ces cinq pays/régions deux, l’Albanie et le Maroc, sont à la fois des pays d’émigration et de transit voisins de l’Europe. Le plan relatif à l’Albanie envisage des « camps », dits « centres de transit » visant à enfermer et à dissuader les exilés ; les désignations appropriées de ces camps seront effacées du document final. Le plan d’action pour le Maroc vise à lui indiquer les mesures à prendre pour lutter contre l’immigration clandestine.

### Rôle du HCR
En juin 2001, un nouveau Haut Commissaire aux Réfugiés de l'ONU est nommé : Ruud Lübbers, premier ministre néerlandais de centre droit ayant effectué dans son pays le plus long mandat (12 ans) de chef de gouvernement depuis 1945. Nommé après consultation des gouvernements européens, principaux bailleurs de fonds du HCR et parfaitement en phase avec les préoccupations politiques des autres chefs de gouvernements européens, il jouera un rôle important dans l'élaboration des politiques européennes d'externalisation de l'asile. Le 13 septembre 2002 il prononce devant un Conseil informel « Justices et affaires intérieures » de l’Union européenne à Copenhague, un discours affirmant que la Convention de Genève sur les réfugiés « ne suffit plus » et appelant à une autre approche qu’il nomme « Convention Plus ». Ce sont les premières idées relatives à ce qu’il nomme alors « la dimension externe des politiques européennes de l’asile ».

### Accélération (2003)
En 2003, la préparation du sommet européen de Thessalonique suscite une accélération du débat et des initiatives relatives à l'externalisation de l'asile :

#### L'impulsion britannique
Le 5 février 2003, The Guardian, divulgue l’existence d’un document du ministère de l’Intérieur britannique sur un plan destiné à faire baisser le nombre de demandeurs d’asile en Grande-Bretagne par deux moyens, :
1. des « zones de protection spéciale », notamment en Turquie, Iran et Kurdistan, ainsi qu'en Somalie du nord et au Maroc, afin d’y concentrer les réfugiés et d’éviter ainsi leur migration vers les pays européens[19] ;
2. des « centres » à la périphérie de l'Europe pour y transporter et y enfermer, durant le traitement des demandes d’asile, les exilés voulant trouver refuge dans les pays européens.

Le plan, présenté le 10 février 2003 à Ruud Lübbers alors en visite à Londres, prévoit de confier au HCR la mission et les moyens de gérer ces zones. Aucune réaction publique n’est exprimée par le HCR. Associations et intellectuels au contraire réagissent vivement contre cette perspective de multiplication des camps d'enfermement d'exilés,,,,.

#### Ralliement d'autres gouvernements
Le projet est transmis le 10 mars 2003 à la présidence grecque de l’Union européenne en vue du sommet de Thessalonique (juin 2003). Les 27 et 28 mars 2003, un Conseil informel des ministres de l’Intérieur se réunit à Véria (Grèce) pour débattre de ces propositions : l’Espagne, les Pays-Bas, la Belgique et l’Italie sont favorables à la proposition britannique tandis que l’Allemagne s’y oppose, la France et la Grèce s’abstenant de prendre position, le Portugal, la Finlande et la Suède subordonnant leurs positions à celle du HCR. Or le Haut-commissaire Ruud Lübbers, invité à s’exprimer lors de cette rencontre, fait une déclaration favorable aux propositions britanniques, et souligne au passage l'efficacité de la notion de « pays d'origine sûr » afin de faire chuter les demandes d'asile, notion qu'il critiquera quelques mois plus tard.

#### Le rôle du HCR
Cette position du HCR se confirme en avril 2003 avec la première diffusion (non publique) d'un texte intitulé : La Proposition d’une triple approche du HCR qui justifie et développe la logique d’externalisation de l’asile,. Ce texte plus largement discuté et négocié au sein de l’organisation qu’un simple discours du Haut-commissaire, atteste d’une implication large des cadres supérieurs de l'organisation dans cette orientation. Dans une lettre ouverte (18 juin 2003) aux chefs d’État, Amnesty International (Bureau de Londres), généralement proche du HCR, dénonce les projets d’externalisation de l’asile et met en cause explicitement le rôle du HCR, devenu public, dans l’élaboration de ces projets.

#### Sommet européen de Thessalonique (20 juin 2003)
Quatre jours avant le sommet, le gouvernement britannique, dirigé par Tony Blair, retira sa proposition, en raison des oppositions suscitées dans la société civile ainsi que des oppositions de l'Allemagne et de la Suède. Le projet n'est cependant que suspendu et, dès le lendemain, Londres, suivant en cela une recommandation de la Commission européenne , fait part de son intention de mettre en œuvre des projets pilotes de camps externes en partenariat avec les Pays-Bas, le Danemark et l’Autriche, dont les gouvernements étaient particulièrement favorables à ce projet et le HCR, par la voie de son représentant, confirme son intérêt pour cette politique.

### Programmation (2004)
Après un semestre de neutralisation du processus politique en raison de difficultés créées par la présidence italienne, le débat sur l'externalisation aboutit en novembre 2004 à l'adoption du programme de La Haye pour orienter les politiques de sécurité de 2004 à 2009. La Politique européenne de voisinage (PEV), mise en place en 2004 d'abord pour les pays à l'est de la nouvelle frontière issue de l'élargissement de 2004, puis étendu au partenariat euro-méditerranéen et aux pays du Caucase, est aussi utilisé comme « cadre stratégique pour l'intensification de la coopération avec les voisins de l'UE » (Conseil de La Haye) dans les domaines d'immigration et d'asile.

#### Relance du HCR
C'est le Haut-commissaire Ruud Lübbers qui relance le débat sur cette politique par un discours du 22 janvier 2004 au Conseil européen des ministres de l’Intérieur (JAI à Dublin) en proposant, sur la base de son concept réactualisé de la « triple approche »  la création de centre de traitement des demandes d’asile aux frontières communes de l’Europe mais en préconisant  la création de « centres de réception européens » à l'intérieur des frontières communes plutôt qu'à l'extérieur,, la mise en place d'un mécanisme de « partage du fardeau », l'établissement d'un système collectif de renvoi rapide des personnes déboutées et des avancées en direction d’un système centralisé de traitement des demandes d’asile dans les « centres européens » .

#### Préparatifs du programme de La Haye
De multiples initiatives gouvernementales et évènements s'enchaînent durant l'année 2004 qui accompagnent l'élaboration du futur programme quinquennal d'orientation des politiques de sécurité européenne : le 4 juin 2004, une communication de la Commission européenne envisage des modalités de protection dans les régions d’origine et de réinstallation d’exilés hors d’Europe; une forte médiatisation européenne des opérations de sauvetages et arrestations d'exilés en mer Méditerranée a lieu durant l'été 2004, notamment à l'île emblématique de Lampedusa [réf. incomplète] , accompagné de déclarations théâtrales de autorités libyennes ; le ministre de l'Intérieur allemand Otto Schily (SPD) annonce qu'il se rallie aux propositions de création de camps d'exilés hors d'Europe, notamment dans le nord de l'Afrique : il propose « la création d'une institution européenne, qui, hors des frontières de l'Europe, recevrait et examinerait les demandes d'asile » ; en août 2004, Rocco Buttiglione (CDU), ministre des Affaires européennes de Silvio Berlusconi et futur commissaire européen chargé des politiques de sécurité, n’hésite pas à parler au sujet de l’immigration de « bombe temporelle » risquant de « submerger » l’Europe tandis que le premier ministre Berlusconi se rend en personne à Tripoli et insiste sur la nécessité d’ouvrir des « centres d’accueil ».

#### Adoption du programme de La Haye (5 novembre 2004)
Deux conseils européens des ministres de l'Intérieur finalisent l'élaboration et l'adoption de ce programme : le 1er octobre 2004 à Schéveningue (Pays-Bas), des divisions subsistent entre les gouvernements mais Rocco Buttiglione fait pression en indiquant « qu'il n'avait pas besoin de l'accord des gouvernements de l'UE, puisqu'un arrangement existait déjà entre les Nations unies et la Commission sur ces projets ». Le Haut-Commissaire Ruud Lübbers ne dément pas. Cependant le terme de « camps » disparaît : « Nous avons décidé de ne plus jamais employer ce mot ! ». Un million d’euros, cofinancés à 80 % par la Commission et à 20 % par les Pays-Bas, sont débloqués pour des « projets-pilotes » en partenariat avec le HCR afin d’aider la Mauritanie, le Maroc, l’Algérie, la Tunisie et la Libye à développer « un système d’asile national » . La France et l’Espagne prônent la mise en place de « points de contact » dans les pays de transit, principalement d'Afrique du Nord, d'où pourraient être examinées et traitées les demandes d'asile.
Le programme est finalement adopté lors du conseil du 5 novembre 2004. Ce programme concerne essentiellement les politiques sécuritaires et les  focalise sur les enjeux migratoires. Il prévoit de subordonner aux finalités anti-migratoires l’ensemble des politiques européennes, notamment celles de voisinage, de coopération et d’aide au développement. Comme annoncé le mot « camp » n’est pas utilisé : le programme est rédigé avec le mot « capacité » : « capacité de gestion migratoire », de « capacité de contrôle des frontières » et de « capacité de protection des réfugiés ». Si l’on cherche à identifier en quoi consistent ces « capacités » on s’aperçoit qu’elles répondent à deux fonctions principales : empêcher les exilés d’arriver en Europe (programme de La Haye § 1.6.3) et recevoir ceux qui sont renvoyés d’Europe (programme de La Haye § 1.6.4),. Cette politique de « renforcement des capacités » (capacity building) oriente depuis lors des flux financiers européens importants, notamment en Afrique du Nord, en direction des organisations policières et militaires mais aussi en direction des organisations du secteur social et humanitaire. Par un règlement du 26 octobre 2004 est créé l'Agence européenne pour la gestion de la coopération opérationnelle aux frontières extérieures (FRONTEX) qui institutionnalise ce programme.

## Application au Maghreb
C’est sur la frontière sud de l’Europe que se focalisent les acteurs clefs de cette politique dès le milieu des années 1990. On en trouve trace dans les textes européens préparatoires au « partenariat euro méditerranéen » de 1995, mais aussi dans l’histoire des relations bilatérales entre le pays du sud de l'Europe et du nord de l'Afrique. Progressivement l’Europe construit sa représentation des flux migratoires africains comme une menace. Le Maghreb se trouve placé au centre géopolitique de cette tension euro-africaine et cette politique de fermeture ne cesse de se prolonger.
Si l’on peut parler de mise en œuvre au sud de l’Europe du programme de La Haye ce n’est pas dans le sens d’une simple exécution d’un schéma qui serait apparu en novembre 2004 : la mise en œuvre est antérieure de plusieurs années et ce texte ne fait qu'officialiser l’action européenne déjà entreprise au Maghreb depuis les années 1990, notamment en direction du Maroc qui sert de laboratoire pour l'élaboration de cette politique européenne. Sa mise en œuvre s'étend plus récemment à d'autres pays d'Afrique. Dans tous les cas, cette politique produit une focalisation médiatique et politique sur les enjeux migratoires dans les pays visés et une prolifération des camps d'exilés.
Deux configurations peuvent être distinguées : 1) la configuration italo-libyenne et hispano-mauritanienne des camps fermés, militarisés vers lesquels sont déportés les exilés raflés tant dans les pays maghrébins que dans les pays européens qui participent aux expulsions conjointes vers la Libye ou la Mauritanie (l'Espagne participe ainsi au financement d'un camp près de Nouadhibou, dans le nord de la Mauritanie ). 2) la configuration franco-algérienne et hispano-marocaine des camps informels, de plus en plus vidés par dispersion des exilés dans les zones rurales et banlieues populaires. Ces pays nord africains voient leurs  frontières contrôlée par l’armada européenne de l'agence Frontex.

### Maroc
Pour diverses raisons géopolitiques (position au nord de l'Afrique et détroit de Gibraltar, faiblesse économique et dépendance extérieure, forte migration marocaine en Europe...), le Maroc constitua le premier terrain d'expérimentation de la politique européenne d'externalisation de l'asile. Après une longue phase de gestation (1992-2000) puis de résistance du gouvernement marocain aux injonctions européennes (2000-2002), celui-ci a en négocié sa participation (2002-2004). Cela s'est traduit par l'apparition de camps informels d'exilés, une conversion des autorités à la logique antimigratoire avec des rafles récurrentes et une présence croissante des enjeux migratoires dans les médias et la vie politique (2004-...). L'année 2005 est marquée par une campagne policière de six mois qui aboutit aux évènements meurtriers de l'automne 2005 devant les enclaves espagnoles de Ceuta et Melilla. La répression se perpétue depuis lors.

#### Laboratoire de l'externalisation de l'asile
Dès 1992, des pressions européennes, qui visent autant la migration subsaharienne en transit par le Maroc que l'émigration marocaine, aboutissent à la signature de l'Accord de Malaga entre l'Espagne et le Maroc qui s'engage formellement à réadmettre toute personne ayant transité par son territoire (l'accord n'est pas mis en œuvre). En 1996 le Maroc demande à l'Union européenne un partenariat privilégié qui le rend plus dépendant de celle-ci. En 1997 est construite la barrière de Ceuta et en 1998 la barrière de Melilla : deux hautes barrières métalliques et barbelées qui entourent les enclaves espagnoles de Ceuta et Melilla depuis lors. En 1998 sont mis en place par l'Espagne les premiers éléments du système de surveillance (SIVE) du détroit de Gibraltar. La même année, la présidence autrichienne de l'Union européenne publie un plan de politique antimigratoire qui désigne le Maroc (ainsi que l'Albanie) comme pays d'action européenne prioritaire. Un Programme indicatif national pour le Maroc (PIN, 1999) dans le cadre du MEDA est négocié, incluant des mesures de luttes antimigratoires, notamment le rétablissement de visas pour les ressortissants de pays subsahariens en visite au Maroc . Mais la dotation budgétaire de ce plan par l'UE (3 millions d'euros) est trop faible : en octobre 2000, lors de la première session du Conseil d’Association entre le Maroc et l’Union européenne, Rabat rejette ce plan, ouvrant ainsi une crise diplomatique complexe entre le Maroc, l’Espagne et l’UE. En mai 2001, le gouvernement espagnol demande à l’Union européenne de sanctionner le Maroc pour son manque de coopération en matière migratoire et, deux mois plus tard, une deuxième confirmation du rejet est exprimée  lors d’une audience accordée par le roi du Maroc au Commissaire Européenne chargé des Relations Extérieures. L'Espagne multiplie les actions diplomatiques ainsi que les arrestations d'immigrés aux îles Canaries .

#### Migration et aide au développement
La principale source d’aide extérieure est l’Union européenne qui apporte près de 50 % de l’aide totale dont bénéficie le Maroc en 2003. Par ailleurs, le Maroc est le premier bénéficiaire de l'aide espagnole au développement. L'Espagne joue dispose d'un double moyen de pression en tant que bailleur de fonds et en tant que chef de file de la politique européenne dans ce domaine vis-à-vis du Maroc . Les aides au développement sont vitales pour la population marocaine : accès à la santé maternelle et infantile, alimentation en eau potable et assainissement mais aussi amélioration des infrastructures d’éducation, de communication et de croissance des entreprises. Jusqu’à la fin des années 1990 cette aide visait officiellement à améliorer la situation des Marocains. À partir de 2002-2001, le ton change : les documents espagnols font apparaître explicitement la subordination de ces aides aux objectifs antimigratoires de l’Europe.

#### Pressions, tensions, négociations
Lors du Comité d’association Maroc-UE d'octobre 2001, Rabat demande 80 millions d’euros pour l’achat de matériel de lutte contre les migrations, ce peut s'interpréter comme une contre-proposition à la dotation de 3 millions d'euros prévue dans le cadre du MEDA . Un accord semble trouvé en mars 2002 sur divers points dont la « circulation des personnes » et le « contrôle des frontières » avec  un montant de 115 millions d'euros mais dont une large part n'est pas garantie et ne sera pas versée. La tension demeure. En juin 2002, L'Espagne demande à l'Union européenne d'appliquer des sanctions financières aux pays qui ne collaborent pas de manière positive sur la question migratoire (ce qui vise le Maroc). En juillet, le Maroc envoie quelques hommes sur l’Ilot de Leila – Perejil provoquant une réaction violente de l’Espagne qui envoie son armée reprendre l’îlot et rappelle son ambassadeur. Cet incident ouvre une crise entre les deux pays qui durera quinze mois et aura pour effet, volontaire ou non, de masquer aux yeux de l’opinion marocaine et internationale l’alignement du Maroc sur la politique européenne antimigratoire : dès décembre, un groupe de travail hispano-marocain sur les migrations est réuni à Marrakech alors que les deux pays sont supposés en rupture de relations diplomatiques et le Maroc prépare la loi n°02-03 sur l’entrée et le séjour des étrangers au Maroc (26 juin 2003), calquée sur la législation française et incluant la création de « zone d’attente » et de « centres de rétention » ainsi qu’une criminalisation de l’émigration,. Enfin, en février 2005, Rabat signe un accord avec l'Organisation internationale pour les migrations, qui vise à « apporter une contribution efficace à la gestion des questions migratoires au royaume du Maroc » .

#### Conversion sécuritaire et répression des exilés
Depuis novembre 2003, plusieurs opérations marocaines de « rapatriement » concernant au total plusieurs milliers de personnes ont été organisées et saluées comme des « succès » par les partenaires européens. Un donnant-donnant implicite se met en place : au Maroc une répression accrue des subsahariens en transit ; en Espagne une aide augmentée pour le Maroc et des régularisations de « sans-papiers » notamment marocains. À partir de décembre 2004, une collaboration de la gendarmerie royale du Maroc et la Guardia Civile de Gibraltar donne lieu à des patrouilles communes dans le détroit, en mer au Nord du Maroc et dans les îles Canaries. Le 18 janvier 2005, le roi d’Espagne remercie le Maroc pour sa coopération dans la lutte contre l’immigration illégale.

#### Camps informels, rafles récurrentes et morts
Cet enrôlement du Maroc se  traduit dans le pays par l’apparition des camps informels d'exilés (cantonnés par les dispositifs répressifs), notamment dans les forêts de Gourougou en face de l’enclave espagnole de Melilla et la forêt de Bel Younes en face de l’enclave de Ceuta mais aussi dans les quartiers populaires des grandes villes. Dès 2003 la Cimade s’en est préoccupée et en octobre 2004, l’association réalise le premier témoignage sur les conditions de vie (inhumaines) dans ces camps forestiers. Cette réalité n’apparaît pourtant aux yeux d’un public élargi qu’avec les morts de l’automne 2005 devant Ceuta et Melilla : la crise que les mass médias couvrent à partir du  28 septembre 2005 seulement n’est en fait que la phase paroxystique d’une campagne sécuritaire européo-hispano-marocaine en gestation depuis plusieurs années, qui s’accélère début 2005 et s'intensifie durant les six derniers mois jusqu’aux tirs policiers sur les exilés à l’automne. Bien avant les grands titres de la presse internationale, le niveau de violence de la police marocaine a atteint un niveau tel que Médecins sans frontières est obligée de renoncer à sa discrétion (qui lui permet d’intervenir au Maroc) pour témoigner d’un dérapage historique dont les traces apparaissent chaque jour aux yeux des médecins de l’ONG sur les corps des exilés qu’ils ont à soigner. Comme le montrent les témoignages publiés par le réseau Migreurop dans son « Livre Noir de Ceuta et Melilla », ces morts ne constituent pas un simple dérapage mais un résultat des politiques européennes. En 2006, la même « solution » d'évacuation des camps, inspirée de celle du ministre de l’Intérieur français, N. Sarkozy, à Sangatte, est mise en œuvre au Maroc. Et, comme en France, les exilés se trouvent dispersés dans les régions environnantes, c'est-à-dire dans la région de Nador et Berkane pour la proximité de Melilla et la colline qui fait face à la forêt de Bel Younes pour la proximité de Ceuta. Le même phénomène s’observe autour de la ville frontalière d’Oujda où le camp le plus célèbre subsiste, sur le campus universitaire, mais où les exilés se disséminent dans la campagne périurbaine (forêts, grottes…) et dans les banlieues populaires (quartier VietNam…). Cette dispersion rend plus difficiles les actions de solidarités humanitaires (vivres, couchage, soins médicaux…). La politique des rafles se prolonge.

#### Nouvelle politique du HCR auMaroc[15]
Avant novembre 2004, le bureau du HCR à Casablanca était symbolique : un délégué « honoraire », un assistant et 272 réfugiés. À partir de novembre 2004, grâce à des financements de l'Union européenne, le HCR met en œuvre la politique d'’externalisation de l’asile qu'il a contribué à élaborer. Il relance ses activités dans de nouveaux locaux à Rabat avec une dizaine d'employés pour enregistrer des demandes d’asile dont, comme en Europe, 80 % seront rejetées,. Dès 2005, des files d’attente devant ces locaux, filmées par les télévisions, loin de préserver la discrétion dont ont besoin des exilés en transit dans un pays, provoque des réactions politiques de rejet<. Un autre effet de cette politique est d'accroître la demande d’asile exprimée au Maroc : on passe de quelques centaines depuis des années à plusieurs milliers chaque année . Or ces exilés cherchent un refuge en Europe et non au Maroc : ils demandent l’asile, à Rabat, en espérant que le document du HCR (certificat de dépôt de la demande ou  carte de réfugié) leur offrira une protection contre les maltraitances policières en attendant de passer. La demande d’asile est donc fictive, non pas dans les motifs d’exil mais dans le destinataire de la demande. Ce phénomène bien identifié par les spécialistes marocains  a pour effet de discréditer l’idée de droit d'asile associée à la politique européenne d'externalisation et explique que le gouvernement marocain refusa longtemps au HCR l'accord de siège permettant d'officialiser sa présence au Maroc et qu'il se soit plusieurs fois opposé à lui. De ce fait aussi, les documents du HCR ne sont pas respectés par la police marocaine et n’apportent aucune protection aux exilés.

### Algérie
La situation des exilés transitant par l'Algérie dépend pour une part d’une longue histoire, coloniale et post-coloniale, entre l’Algérie et la France : d'un côté une culture d'indépendance et des ressources qui permettent de résister aux pressions ; de l'autre une population expatriée et des besoins d'aide au développement qui rendent dépendant. Les autorités algériennes résistent entre la résistance et la négociation.

#### Coopération policière
Cette coopération policière porte conjointement sur le terrorisme, le crime organisé, les stupéfiants et les migrations. L'Accord de coopération en matière de sécurité et de lutte contre la criminalité organisée (25.10.2003) reflète un donnant-donnant simulant une égalité entre partenaires : les uns enseignent aux autres comment lutter contre l’immigration ; ceux-ci enseignent aux premiers comment se battre contre le terrorisme. Échanges de spécialistes, séminaires communs accompagne les dotations françaises en matériels de surveillance (radars, hélicoptères, vedettes rapides..).

#### Migration et aide au développement
L'Algérie est le principal bénéficiaire de l'aide allouée par l'Agence française de développement (AFD) dans le Maghreb. Prêts, garanties d'emprunts et subventions pour les politiques de l'eau, du logement, des transports collectifs et de la sécurité bancaire connaissent une croissance spectaculaire dans les années 2000 dans une période qui suit la phase de théorisation politique de l'idée de codéveloppement tendant à associer les problématiques de développement et de migrations. Officiellement aucun lien n'est fait entre la demande française de répression migratoire et le besoin algérien d'aide au développement, mais les tables de négociations sont interdépendantes comme le signale un haut responsable algérien : « C’est un élément de négociation avec l’Union européenne. Plus on nous demandera de contrôler les flux migratoires clandestins, plus notre marge de manœuvre sera importante » (propos rapporté par le journaliste Akram Belkaïd).

#### Contrôle contraint des exilés
Officiellement l’Algérie refuse la politique européenne d'externalisation de l'asile mais, sous contrainte, en négocie les avantages et donne des gages de bonne volonté : ce sont les rafles ponctuelles décidées d’Alger. Les exilés en transit, sur la route de Tamanrasset à Magnia, peuvent ainsi croiser les policiers algériens pendant des jours sans être inquiétés puis subitement se faire arrêter et renvoyer en « centre d'accueil » puis au-delà de la frontière sud du pays, c'est-à-dire au Niger. Au rythme des négociations internationales, cette gestion policière s'accompagne d'une propagande sur le grand nombre d'expulsés.

#### «Centre d'accueil» et camps informels
L'Algérie a beau avoir refusé la politique d'externalisation de l'asile, son principal dispositif de mise en œuvre, le camp d'exilé apparaît sur le territoire algérien sous deux formes : 1) le « centre d'accueil » comme celui d'Adrar (1 541 km au sud d'Alger) particulièrement sordide et théâtre récurrent de maltraitances ; 2) le camp informel comme celui dit des « Rochers » près de Tamanrasset, après la frontière nigérienne, ou celui près de Magnia, juste avant la frontière marocaine.

### Libye

#### Migration et diplomatie
Après de nombreuses années d'ostracisme international lié au financement du terrorisme, la Libye obtient en 2004 sa réhabilitation principalement grâce à ces ressources pétrolières qui attirent les investissements étrangers mais aussi en jouant de sensibilités européennes sur les questions migratoires. En octobre 2004 Rocco Buttiglione, ex-ministre des Affaires européennes en Italie et commissaire européen chargé des politiques de sécurité (JLS) affirme, durant son discours devant le Parlement européen, que l’Union européenne n’entend pas créer des « camps de concentration » en Afrique du Nord mais désire faire usage des camps existants « dans lesquels les réfugiés vivent dans les circonstances les plus difficiles » ,. Or des camps existent déjà en Libye : ceux créés pour réprimer la « rébellion tchadienne » . Ils sont en effet aisément convertibles en camps d'exilés .

#### Les travailleurs noirs en Libye
La Libye concentre la plus vaste population immigrée d'Afrique noire au Maghreb (les autorités parlent d’un million d’immigrés qui formeraient un cinquième de la population totale ) depuis des décennies exploitée dans les fermes, les ateliers et usines libyennes et qui contribuent à cette économie pétrolière . Elle est aussi l’un des pays les plus racistes du Maghreb donnant lieu à des pogroms récurrents contre les Noirs comme ceux de septembre et octobre 2000 qui firent plusieurs centaines de morts à Tripoli . Selon le sociologue Jérôme Valluy, 
«  La Libye est d’autant plus attrayante pour l’Europe qu’elle ne génère pas d’émigration nationale et peut donc participer à la fermeture des frontières européennes sans entraver ses propres ressortissants. Son système politique, dictatorial et clientéliste, n’oppose aucune limite à la répression des exilés et à la négation des droits humains. »

#### L'externalisation de l'asile en Libye
Une mission envoyée à Tripoli par la Commission européenne et les États membres du 28 novembre au 6 décembre 2004, après un défilé de chefs d’État, recommande dans un rapport confidentiel l'ouverture d'une coopération politique avec la Libye pour lutter contre l'immigration. Les visites en Libye de la Commission des Droits de l'Homme du Parlement Européen (l’une du 17 au 20 avril 2005, présidée par la députée des Verts Hélène Flautre , et l’autre du 4 au 7 décembre 2005) échouent pourtant à visiter ces camps en dehors d’un ou deux volontairement présentés par les autorités à leurs visiteurs ; les associations des droits de l’homme (dont le GISTI et Human Rights Watch) lancent des alertes  mais la Commission Européenne et les gouvernements nationaux accélèrent la collaboration avec la Libye : plusieurs « centres fermés pour immigrés » sont construits avec l’aide de l’Italie, l’un situé à Gharyan près de Tripoli, l’autre à Sebha  qui viennent s’ajouter aux dizaines d'autres déjà existant tant au Nord qu’au Sud du pays .

#### Le jeu diplomatique libyen
Des accords d’extradition sont signés permettant d’expulser vers la Libye les exilés ; tel l’accord entre Londres et Tripoli le 18 octobre 2005 : les camps libyens servent à l’Europe. Et la Libye joue avec cette ressource diplomatique : d’un côté elle affiche son action répressive à l'égard des exilés noirs comme contrepartie apportée sur les tables de négociation européenne ; de l'autre côté, son économie ne saurait se passer de la main-d'œuvre noire africaine et la migration de transit lui est nécessaire pour ne perdre un précieux argument de négociation vis-à-vis de l'Europe. Selon l'état des négociations avec les pays européens, le passage comme le blocage des exilés peuvent lui être utile. L'action policière de la Libye semble fluctuer en fonction des variations diplomatiques et les routes migratoire du sud passe à côté des camps et persécutions d'exilés .

## Sources

#### Documents institutionnels
- New international approaches to asylum processing and protection », 5 p.
- Ruud Lübbers, Statement by Mr. Ruud Lubbers, United Nations High Commissioner for Refugees, at an informal meeting of the European Union Justice and Home Affairs Council, Veria, UNHCR, 28 mars 2003
- Conseil européen, Conclusions de la présidence du Conseil de Séville, Conseil européen, juin 2002 (lire en ligne)

#### Ouvrages et articles
- Mohammed Amarti, « L’Externalisation de l’asile », dans Communication au colloque international « Les relations euro-africaines et la problématique de l’immigration maghrébine et sub-saharienne », Oujda, Univ. Mohammed-I - CEMMM, 9-10 novembre 2006
- Amnesty International, « UK/EU/UNHCR : Unlawful and Unworkable – Amnesty International’s views on proposals for extraterritorial processing of asylum claims », AI Index,‎ 18 juin 2003
- Abdelkrim Belguendouz, Enjeux migratoires, Maghreb – Europe – Afrique subsaharienne, Un regard du sud, Rabat, Konrad Adenauer Stiftung, 2006, 342 p.
- Abdelkrim Belguendouz, UE-Maroc-Afrique migrante, Politique européenne de voisinage – Barrage aux sudistes, De Schengen à « Barcelone + 10 », Rabat, Beni Snassen, 2005, 169 p.
- Kristine Bergström, L’Initiative Convention Plus du HCR : vers une politique de régionalisation de la protection internationale des réfugiés ?, mémoire de maîtrise de science politique, dir. J. Valluy, univ. Paris-I, 2004
- British Refugee Council, Refugee Council briefing : position paper on the UK proposals for transit processing centres for refugees and regional management of asylum, Londres, mai 2003
- Marie-Claire Caloz-Tschopp et Micheline Fontolliet, Europe. Montrez patte blanche. Les nouvelles frontières du « laboratoire Schengen », Genève, Cetim, 1994
- Marie-Claire Caloz-Tschopp, Les Étrangers aux frontières de l'Europe et le spectre des camps, Paris, éditions La Dispute, juin 2004, 256 p.
- David Chandler, « Stopping asylum before it starts - The right to asylum in the UK is being transformed into the West's right to intervene abroad », Spiked Liberties,‎ 19 février 2003
- Patrick Delouvin, « Europe : vers une externalisation des procédures d’asile ? », Hommes et Migrations, no 1243,‎ mai-juin 2003 (lire en ligne)
- Nikolas Kountouris, « La négociation de la politique européenne en matière d’asile. Enjeux, luttes et dynamiques institutionnelles », Asylon(s), no 4,‎ mai 2008
- Nathalie Loisel, La libre circulation des idées et des mobilisations contre « la mise à l’écart et l’enfermement des étrangers » : Le paradoxe de l’Europe de Schengen, IEP Rennes, mémoire de fin d’études, dir. O. Baisnée, 2004
- Ruth Lubbers, Statement by Mr. Ruud Lubbers, United Nations High Commissioner for Refugees, at an informal meeting of the European Union Justice and Home Affairs Council Copenhagen, UNHCR, 13 septembre 2002
- Tara Magner, « A less than "Pacific" Solution for Asylum Seekers in Australia », International Journal of Refugee Law, vol. 16, no 1,‎ 2004
- Seumas Milne et Alan Travis, « Safe havens plan to slash asylum numbers » », The Guardian,‎ 5 février 2003
- Raekha Prasad, « Refugee camps don’t work », The Guardian,‎ 10 février 2003 (lire en ligne)
- Claire Rodier, « Dans des camps hors d'Europe : exilons les réfugiés », Vacarme, no 24,‎ été 2003 (lire en ligne)
- Claire Rodier, « Les camps d’étrangers, nouvel outil de la politique migratoire de l’Europ », Mouvements, no 30,‎ novembre-décembre 2003
- Statewatch, Asylum in the EU: the beginning of the end ?, Statewatch, mars 2003
- Alan Travis, « Shifting a problem back to its source Would-be refugees may be sent to protected zones near homeland », The Guardian,‎ 5 février 2003
- Jérôme Valluy, Rejet des exilés - Le grand retournement du droit de l’asile, Éditions Du Croquant, 2009
- Jérôme Valluy, Contribution à une sociologie politique du HCR : le cas des politiques européennes et du HCR au Maroc, TERRA-Editions, coll. « Études », mai 2007 (lire en ligne)
- Jérôme Valluy, L’Europe des camps : un Empire du rejet qui transforme ses périphéries, Centre de recherches politiques de la Sorbonne, 14 mars 2007 (lire en ligne)

## Compléments

### Lectures approfondies
- Carolina Kobelinsky, Chowra Makaremi(dir.), Enfermés dehors - Enquêtes sur le confinement des étrangers], 2009.
- Emmanuelle Bribosia, REA Andrea, Les NouvellesMigrations : un enjeu européen, Bruxelles ; Paris : Éd. Complexe, 2002, 284 p
- Migreurop, Le livre noir de Ceuta et Melilla, Paris : 2007.
- Évelyne Ritaine (dir.), L'Europe du Sud face à l'immigration. PUF, 2005